# آرتور مارکس
آرتور مارکس (انگلیسی: Arthur Marx؛ ‏ ۲۱ ژوئیهٔ ۱۹۲۱ – ۱۴ آوریل ۲۰۱۱) تنیس‌باز و نویسنده اهل ایالات متحده آمریکا بود.
از فیلم‌هایی که وی در آن‌ها نقش داشته‌است، می‌توان به تعطیلات در سوئد و یک رابطه همه‌جانبه اشاره نمود.